# Giro de Italia 2016
La 99.a edición del Giro de Italia se disputó entre el 6 y el 29 de mayo de 2016 sobre una distancia de 3383 km. Comenzó con una contrarreloj individual en Apeldoorn (Países Bajos) y finalizó en la ciudad de Turín, Italia. La carrera formó parte del UCI WorldTour 2016, siendo esta la decimoquinta competición del calendario de máxima categoría mundial.
El ganador final fue el italiano Vincenzo Nibali, quien consiguió su segunda victoria en la ronda italiana tras la lograda en 2013.

## Recorrido
El Giro de Italia estuvo conformado por veintiuna etapas, clasificadas de la siguiente manera: 10 etapas de media y alta montaña, de las cuales 6 etapas son llegadas en alto; 8 etapas llanas y 3 contrarreloj, todas ellas individuales.

### Comienzo en los Países Bajos
El Giro comenzó con una contrarreloj individual de 9,8 km en Apeldoorn. Para terminar el paso por los Países Bajos, los corredores tuvieron que recorrer dos etapas exactamente iguales (Nimega-Arnhem) y (Arnhem-Nimega).

### Primer día de descanso y traslado a Italia
Tras el corto tiempo fuera de Italia, se regresa a esta, con un día de descanso como transición. Rápidamente, la dureza del Giro se refleja en la primera semana. La 5.ª etapa es la segunda más larga del Giro, con 233 kilómetros, aunque esta etapa sea prácticamente llana. Un día después se llega a la primera etapa de gran montaña, con el final en alto del Roccaraso de 7,5 km al 6,2 %. Luego de estas dos duras etapas, los corredores tienen que ir desde Foligno a Arezzo, con dos dificultades montañosas de por medio, teniendo la segunda más de 6 km de 'sterrato'. Ya para terminar la primera semana, ciclistas como Nibali o Urán tendrán 40,4 km de contrarreloj para ir cogiendo diferencias a los escaladores puros.

### Segunda semana
Nada más comenzar la segunda semana, los corredores tendrán que hacer 216 km y subir cuatro difíciles puertos. Aunque esta semana puede parecer la menos dura, su final es impresionante. La 14.ª etapa es la conocida como 'tappone', la etapa reina del Giro. Los corredores tendrán que subir seis puertos (Pordoi, Sella, Gardena, Campolongo, Giau y Valparola) en 210 km. Sin disminuir la intensidad, el cierre de la segunda semana se caracteriza por la cronoescalada del Alpe di Suisi de 10,8 km al 8,3 % y rampas del 11 %.

### Tercera y última semana
Ya para terminar el Giro, los corredores tendrán que subir el Agnello y sus 2744 m y el final en Risoul (12,6 km al 6,9 %) en la 19.ª etapa. Después de esta, en la 20.ª etapa, los corredores terminaran por decidir en portador final de la maglia rosa, si no esta decidida, en 134 km con 4000 m de desnivel acumulado, subiendo el Col de Vars, la monstruosa Col de la Bonette (2715 m), la colosa Colle della Lombarda (21 km al 6,8 %) y la última subida del Giro, Sant'Anna di Vinadio, como último final en alto de la prueba italiana.
Con todo decidido, los corredores llegaran a Turín, dándose un paseo por sus calles.

## Participantes

### Equipos
Tomaron parte en la carrera 22 equipos: los 18 UCI ProTeam (al ser obligada su participación); más 4 equipos Profesionales Continentales, invitados por la organización, formando así un pelotón de 198 ciclistas de 9 corredores cada equipo. Los equipos participantes fueron:
| WorldTeams (18)- AG2R La Mondiale - Astana - BMC Racing Team - Cannondale - Dimension Data - Etixx-Quick Step - FDJ - IAM Cycling - Lampre-Merida - Lotto-Soudal - Movistar Team - Orica-GreenEDGE - Giant-Alpecin - Katusha - Lotto NL-Jumbo - Sky - Tinkoff - Trek-Segafredo Equipos continentales profesionales (4)- Bardiani CSF - Gazprom-RusVelo - Nippo-Vini Fantini - Wilier Triestina-Southeast |
| |

### Favoritos
Meses antes de comenzar el Giro, grandes corredores se habían marcado como objetivo obtener la "corsa rosa". Estos eran el italiano Vincenzo Nibali, que llegaba sin destacar mucho en su principio de temporada; el español Alejandro Valverde, que por primera vez competía en el Giro, pero venía de obtener un podio en el Tour 2015 y un buen inicio de temporada; el colombiano Rigoberto Urán, aunque no obtenía buenos resultados desde 2014; el polaco Rafał Majka, que aunque no había empezado bien la temporada, su 3º puesto en la general en la Vuelta 2015 le avalaba a sus 25 años; y el otro español Mikel Landa, que había obtenido el podio (3º) en el Giro 2015. Un escalafón por debajo de estos grandes corredores estaban el francés Jean-Christophe Péraud, el italiano Domenico Pozzovivo, el holandés Tom Dumoulin, el colombiano Esteban Chaves, el ruso Ilnur Zakarin y el canadiense Ryder Hesjedal.

## Reglamento

### Puntajes y bonificaciones
Con el fin de definir el tiempo máximo para cada etapa, las mismas estuvieron divididas en 5 categorías.
- Categoría A (sin dificultad): etapas 2-10-13-21. Los corredores tienen entre un 7 y un 10 % más de tiempo para llegar que el ganador.
- Categoría B (dificultad baja): etapas 6-7-12-17. Los corredores tienen entre un 9 y un 11 % más de tiempo para llegar que el ganador.
- Categoría C (dificultad media): etapas 4-5-9-11-18. Los corredores tienen entre un 9 y un 11 % más de tiempo para llegar que el ganador.
- Categoría D (dificultad alta): etapas 3-8-15-16-19-20. Los corredores tienen entre un 16 y un 18 % más de tiempo para llegar que el ganador.
- Categoría E (contrarreloj): etapas 1-14. Los corredores tienen un 30 % más de tiempo para llegar que el ganador.

#### Clasificación por puntos-Maglia rossa
En cada etapa, excepto la contrarreloj por equipos, se otorgaron puntos para la maglia rossa. Según la categoría de la etapa fueron asignados los siguientes puntos al orden de llegada.
- Etapas categoría A y B: A los 15 primeros en llegar (50-35-25-18-14-12-10-8-7-6-5-4-3-2-1)
- Etapas categoría C: A los 10 primeros en llegar (25-18-12-8-6-5-4-3-2-1)
- Etapas categoría D y E: A los 10 primeros en llegar (15-12-9-7-6-5-4-3-2-1)

#### Clasificación de la montaña-Maglia azzurra
Este año hubo 39 puertos puntuables para la clasificación de la montaña. Los ascensos estuvieron divididos en 4 categorías que iban de 1.ª a 4.ª y la Cima Coppi (el puerto de mayor altitud, que otorgó más puntos que uno de primera). Esta última estuvo en el Colle dell'Agnello, en la antepenúltima etapa. Fueron nueve puertos de 1.ª categoría, ocho de 2.ª, trece de 3.ª y ocho de 4.ª. Los puntos se asignaron a los primeros corredores en coronar el puerto y según la categoría fueron los siguientes.
- Cima Coppi: 45-30-20-14-10-6-4-2-1
- 1.ª categoría: 35-18-12-9-6-4-2-1
- 2.ª categoría: 15-8-6-4-2-1
- 3.ª categoría: 7-4-2-1
- 4.ª categoría: 3-2-1
- Nota: Para ver el detalle de los puertos véase la lista

#### Metas volantes
Se desarrollaron 2 sprints intermedios durante cada etapa. Según la categoría de la misma se asignaron los siguientes puntos:
- Etapas categoría A y B: 20-12-8-6-4-3-2-1
- Etapas categoría C: 10-6-3-2-1
- Etapas categoría D: 8-4-1

#### Bonificaciones
Las bonificaciones en tiempo se descontaban de la clasificación individual a los corredores que las obtenían. Las mismas se otorgaron en todas las etapas excepto la contrarreloj por equipos. Las bonificaciones fueron:
- Llegadas de etapa: 10, 6 y 4 segundos a los tres primeros.
- Metas volantes: 3, 2 y 1 segundo a los tres primeros.

## Etapas
El Giro de Italia dispuso de veintiuna etapas para un recorrido total de 3383 kilómetros.
| Etapa      | Fecha      | Recorrido                           | type                    | Distancia (km) | Ganador             | Líder              |
| ---------- | ---------- | ----------------------------------- | ----------------------- | -------------- | ------------------- | ------------------ |
| 1.ª etapa  | 6 de may   | Apeldoorn – Apeldoorn               | contrarreloj individual | 9,8            | Tom Dumoulin        | Tom Dumoulin       |
| 2.ª etapa  | 7 de may   | Arnhem – Nimega                     | etapa llana             | 190            | Marcel Kittel       | Tom Dumoulin       |
| 3.ª etapa  | 8 de may   | Nimega – Arnhem                     | etapa llana             | 190            | Marcel Kittel       | Marcel Kittel      |
|            | 9 de mayo  | Día de descanso                     | Día de descanso         |                |                     |                    |
| 4.ª etapa  | 10 de may  | Catanzaro – Praia a Mare            | etapa de media montaña  | 200            | Diego Ulissi        | Tom Dumoulin       |
| 5.ª etapa  | 11 de may  | Praia a Mare – Benevento            | etapa escarpada         | 233            | André Greipel       | Tom Dumoulin       |
| 6.ª etapa  | 12 de may  | Ponte – Roccaraso                   | etapa de media montaña  | 157            | Tim Wellens         | Tom Dumoulin       |
| 7.ª etapa  | 13 de may  | Sulmona – Foligno                   | etapa llana             | 211            | André Greipel       | Tom Dumoulin       |
| 8.ª etapa  | 14 de may  | Foligno – Arezzo                    | etapa de media montaña  | 186            | Gianluca Brambilla  | Gianluca Brambilla |
| 9.ª etapa  | 15 de may  | Radda in Chianti – Greve in Chianti | contrarreloj individual | 40,5           | Primož Roglič       | Gianluca Brambilla |
|            | 16 de mayo | Día de descanso                     | Día de descanso         |                |                     |                    |
| 10.ª etapa | 17 de may  | Campi Bisenzio – Sestola            | etapa de media montaña  | 219            | Giulio Ciccone      | Bob Jungels        |
| 11.ª etapa | 18 de may  | Módena – Asolo                      | etapa escarpada         | 227            | Diego Ulissi        | Bob Jungels        |
| 12.ª etapa | 19 de may  | Noale – Bibione                     | etapa llana             | 182            | André Greipel       | Bob Jungels        |
| 13.ª etapa | 20 de may  | Palmanova – Cividale del Friuli     | etapa de media montaña  | 170            | Mikel Nieve         | Andrey Amador      |
| 14.ª etapa | 21 de may  | Farra d'Alpago – Corvara in Badia   | etapa de montaña        | 210            | Esteban Chaves      | Steven Kruijswijk  |
| 15.ª etapa | 22 de may  | Kastelruth – Alpe de Siusi          | cronoescalada           | 10,8           | Aleksandr Folíforov | Steven Kruijswijk  |
|            | 23 de mayo | Día de descanso                     | Día de descanso         |                |                     |                    |
| 16.ª etapa | 24 de may  | Bresanona – Andalo                  | etapa de montaña        | 132            | Alejandro Valverde  | Steven Kruijswijk  |
| 17.ª etapa | 25 de may  | Molveno – Cassano d'Adda            | etapa llana             | 196            | Roger Kluge         | Steven Kruijswijk  |
| 18.ª etapa | 26 de may  | Muggiò – Pinerolo                   | etapa de media montaña  | 244            | Matteo Trentin      | Steven Kruijswijk  |
| 19.ª etapa | 27 de may  | Pinerolo – Risoul                   | etapa de montaña        | 162            | Vincenzo Nibali     | Esteban Chaves     |
| 20.ª etapa | 28 de may  | Guillestre – Vinadio                | etapa de montaña        | 134            | Rein Taaramäe       | Vincenzo Nibali    |
| 21.ª etapa | 29 de may  | Cuneo – Turín                       | etapa llana             | 163            | Nikias Arndt        | Vincenzo Nibali    |

## Clasificaciones finales

### Clasificación general(Maglia Rosa)
| \| Clasificación general \| Clasificación general \| Clasificación general \| Clasificación general \| Clasificación general \| \| Ciclista \| Ciclista \| Equipo \| Tiempo \| \| \| --------------------- \| --------------------- \| --------------------- \| --------------------- \| --------------------- \| \| 1.º \| Vincenzo Nibali \| Astana \| 86 h 32 min 49 s \| \| \| 2.º \| Esteban Chaves \| Orica-GreenEDGE \| + 52 s \| \| \| 3.º \| Alejandro Valverde \| Movistar Team \| + 1 min 17 s \| \| \| 4.º \| Steven Kruijswijk \| LottoNL-Jumbo \| + 1 min 50 s \| \| \| 5.º \| Rafał Majka \| Tinkoff \| + 4 min 37 s \| \| \| 6.º \| Bob Jungels \| Etixx-Quick Step \| + 8 min 31 s \| \| \| 7.º \| Rigoberto Urán \| Cannondale \| + 11 min 47 s \| \| \| 8.º \| Andrey Amador \| Movistar Team \| + 13 min 21 s \| \| \| 9.º \| Darwin Atapuma \| BMC Racing Team \| + 14 min 09 s \| \| \| 10.º \| Kanstantsín Siutsou \| Dimension Data \| + 16 min 20 s \| \| \| 11.º \| Hubert Dupont \| AG2R La Mondiale \| + 24 min 33 s \| \| \| 12.º \| Jakob Fuglsang \| Astana \| + 24 min 59 s \| \| \| 13.º \| Giovanni Visconti \| Movistar Team \| + 31 min 38 s \| \| \| 14.º \| André Cardoso \| Cannondale \| + 34 min 12 s \| \| \| 15.º \| Maxime Monfort \| Lotto-Soudal \| + 34 min 34 s \| \| \| 16.º \| Michele Scarponi \| Astana \| + 38 min 09 s \| \| \| 17.º \| Sebastián Henao \| Team Sky \| + 38 min 09 s \| \| \| 18.º \| Stefano Pirazzi \| Bardiani CSF \| + 41 min 00 s \| \| \| 19.º \| Matteo Montaguti \| AG2R La Mondiale \| + 43 min 49 s \| \| \| 20.º \| Domenico Pozzovivo \| AG2R La Mondiale \| + 51 min 49 s \| \| |                     |                  |                  |
| |                     |                  |                  |
| Fuente: ProCyclingStats |                     |                  |                  |
| Clasificación general |                     |                  |                  |
| Ciclista | Ciclista            | Equipo           | Tiempo           |
| 1.º | Vincenzo Nibali     | Astana           | 86 h 32 min 49 s |
| 2.º | Esteban Chaves      | Orica-GreenEDGE  | + 52 s           |
| 3.º | Alejandro Valverde  | Movistar Team    | + 1 min 17 s     |
| 4.º | Steven Kruijswijk   | LottoNL-Jumbo    | + 1 min 50 s     |
| 5.º | Rafał Majka         | Tinkoff          | + 4 min 37 s     |
| 6.º | Bob Jungels         | Etixx-Quick Step | + 8 min 31 s     |
| 7.º | Rigoberto Urán      | Cannondale       | + 11 min 47 s    |
| 8.º | Andrey Amador       | Movistar Team    | + 13 min 21 s    |
| 9.º | Darwin Atapuma      | BMC Racing Team  | + 14 min 09 s    |
| 10.º | Kanstantsín Siutsou | Dimension Data   | + 16 min 20 s    |
| 11.º | Hubert Dupont       | AG2R La Mondiale | + 24 min 33 s    |
| 12.º | Jakob Fuglsang      | Astana           | + 24 min 59 s    |
| 13.º | Giovanni Visconti   | Movistar Team    | + 31 min 38 s    |
| 14.º | André Cardoso       | Cannondale       | + 34 min 12 s    |
| 15.º | Maxime Monfort      | Lotto-Soudal     | + 34 min 34 s    |
| 16.º | Michele Scarponi    | Astana           | + 38 min 09 s    |
| 17.º | Sebastián Henao     | Team Sky         | + 38 min 09 s    |
| 18.º | Stefano Pirazzi     | Bardiani CSF     | + 41 min 00 s    |
| 19.º | Matteo Montaguti    | AG2R La Mondiale | + 43 min 49 s    |
| 20.º | Domenico Pozzovivo  | AG2R La Mondiale | + 51 min 49 s    |

### Clasificación por puntos
| Clasificación por puntos | Clasificación por puntos | Clasificación por puntos | Clasificación por puntos | Clasificación por puntos |
| Ciclista                 | Ciclista                 | Equipo                   | Puntos                   |                          |
| ------------------------ | ------------------------ | ------------------------ | ------------------------ | ------------------------ |
| 1.º                      | Giacomo Nizzolo          | Trek-Segafredo           | 209 pts                  |                          |
| 2.º                      | Matteo Trentin           | Etixx-Quick Step         | 184 pts                  |                          |
| 3.º                      | Sacha Modolo             | Lampre-Merida            | 163 pts                  |                          |
| 4.º                      | Diego Ulissi             | Lampre-Merida            | 156 pts                  |                          |
| 5.º                      | Daniel Oss               | BMC Racing Team          | 133 pts                  |                          |
| 6.º                      | Maarten Tjallingii       | LottoNL-Jumbo            | 103 pts                  |                          |
| 7.º                      | Alejandro Valverde       | Movistar Team            | 92 pts                   |                          |
| 8.º                      | Nikias Arndt             | Giant-Alpecin            | 88 pts                   |                          |
| 9.º                      | Aleksandr Porsev         | Katusha                  | 80 pts                   |                          |
| 10.º                     | Steven Kruijswijk        | LottoNL-Jumbo            | 76 pts                   |                          |

### Clasificación de la montaña(Maglia Azzurra)
| Clasificación de la montaña | Clasificación de la montaña | Clasificación de la montaña | Clasificación de la montaña | Clasificación de la montaña |
| Ciclista                    | Ciclista                    | Equipo                      | Puntos                      |                             |
| --------------------------- | --------------------------- | --------------------------- | --------------------------- | --------------------------- |
| 1.º                         | Mikel Nieve                 | Team Sky                    | 152 pts                     |                             |
| 2.º                         | Damiano Cunego              | Nippo-Vini Fantini          | 134 pts                     |                             |
| 3.º                         | Darwin Atapuma              | BMC Racing Team             | 118 pts                     |                             |
| 4.º                         | Stefan Denifl               | IAM Cycling                 | DES                         |                             |
| 5.º                         | Giovanni Visconti           | Movistar Team               | 77 pts                      |                             |
| 6.º                         | Aleksandr Folíforov         | Gazprom-RusVelo             | 66 pts                      |                             |
| 7.º                         | Rein Taaramäe               | Katusha                     | 62 pts                      |                             |
| 8.º                         | David López García          | Team Sky                    | 54 pts                      |                             |
| 9.º                         | Michele Scarponi            | Astana                      | 51 pts                      |                             |
| 10.º                        | Steven Kruijswijk           | LottoNL-Jumbo               | 42 pts                      |                             |

### Clasificación de los jóvenes(Maglia Bianca)
| Clasificación del mejor joven | Clasificación del mejor joven | Clasificación del mejor joven | Clasificación del mejor joven | Clasificación del mejor joven |
| Ciclista                      | Ciclista                      | Equipo                        | Tiempo                        |                               |
| ----------------------------- | ----------------------------- | ----------------------------- | ----------------------------- | ----------------------------- |
| 1.º                           | Bob Jungels                   | Etixx-Quick Step              | 86 h 41 min 20 s              |                               |
| 2.º                           | Sebastián Henao               | Team Sky                      | + 29 min 38 s                 |                               |
| 3.º                           | Valerio Conti                 | Lampre-Merida                 | + 1 h 10 min 07 s             |                               |
| 4.º                           | Davide Formolo                | Cannondale                    | + 1 h 18 min 48 s             |                               |
| 5.º                           | Joe Dombrowski                | Cannondale                    | + 1 h 24 min 25 s             |                               |
| 6.º                           | Merhawi Kudus                 | Dimension Data                | + 1 h 46 min 03 s             |                               |
| 7.º                           | Carlos Verona                 | Etixx-Quick Step              | + 1 h 57 min 26 s             |                               |
| 8.º                           | Aleksandr Folíforov           | Gazprom-RusVelo               | + 1 h 58 min 06 s             |                               |
| 9.º                           | Nathan Brown                  | Cannondale                    | + 2 h 06 min 47 s             |                               |
| 10.º                          | Tobias Ludvigsson             | Giant-Alpecin                 | + 2 h 12 min 42 s             |                               |

### Clasificación de las metas volantes
| Clasificación de las metas volantes | Clasificación de las metas volantes | Clasificación de las metas volantes | Clasificación de las metas volantes | Clasificación de las metas volantes |
| Ciclista                            | Ciclista                            | Equipo                              | Puntos                              |                                     |
| ----------------------------------- | ----------------------------------- | ----------------------------------- | ----------------------------------- | ----------------------------------- |
| 1.º                                 | Daniel Oss                          | BMC Racing Team                     | 69 pts                              |                                     |
| 2.º                                 | Maarten Tjallingii                  | LottoNL-Jumbo                       | 53 pts                              |                                     |
| 3.º                                 | Matteo Trentin                      | Etixx-Quick Step                    | 51 pts                              |                                     |
| 4.º                                 | Diego Ulissi                        | Lampre-Merida                       | 38 pts                              |                                     |
| 5.º                                 | Pim Ligthart                        | Lotto-Soudal                        | 34 pts                              |                                     |

### Clasificación de la Combatividad
| Clasificación de la combatividad | Clasificación de la combatividad | Clasificación de la combatividad | Clasificación de la combatividad | Clasificación de la combatividad |
| Ciclista                         | Ciclista                         | Equipo                           | Puntos                           |                                  |
| -------------------------------- | -------------------------------- | -------------------------------- | -------------------------------- | -------------------------------- |
| 1.º                              | Matteo Trentin                   | Etixx-Quick Step                 | 50 pts                           |                                  |
| 2.º                              | Daniel Oss                       | BMC Racing Team                  | 43 pts                           |                                  |
| 3.º                              | Diego Ulissi                     | Lampre-Merida                    | 42 pts                           |                                  |
| 4.º                              | Giacomo Nizzolo                  | Trek-Segafredo                   | 42 pts                           |                                  |
| 5.º                              | Sacha Modolo                     | Lampre-Merida                    | 39 pts                           |                                  |

### Clasificación por equipos por tiempo
| Clasificación por equipos | Clasificación por equipos | Clasificación por equipos | Clasificación por equipos |
| Equipo                    | Equipo                    | Tiempo                    |                           |
| ------------------------- | ------------------------- | ------------------------- | ------------------------- |
| 1.º                       | Astana                    | 260 h 02 min 35 s         |                           |
| 2.º                       | Cannondale                | + 6 min 57 s              |                           |
| 3.º                       | Movistar Team             | + 21 min 00 s             |                           |
| 4.º                       | AG2R La Mondiale          | + 53 min 52 s             |                           |
| 5.º                       | Sky                       | + 1 h 04 min 21 s         |                           |
| 6.º                       | Etixx-Quick Step          | + 1 h 37 min 53 s         |                           |
| 7.º                       | Tinkoff                   | + 1 h 40 min 44 s         |                           |
| 8.º                       | Katusha                   | + 2 h 06 min 36 s         |                           |
| 9.º                       | Dimension Data            | + 2 h 53 min 26 s         |                           |
| 10.º                      | Lampre-Merida             | + 3 h 15 min 00 s         |                           |

### Clasificación por equipos por puntos
| Clasificación por equipos | Clasificación por equipos | Clasificación por equipos | Clasificación por equipos |
| Equipo                    | Equipo                    | Puntos                    |                           |
| ------------------------- | ------------------------- | ------------------------- | ------------------------- |
| 1.º                       | Etixx-Quick Step          | 506 pts                   |                           |
| 2.º                       | Lotto NL-Jumbo            | 397 pts                   |                           |
| 3.º                       | Lampre-Merida             | 361 pts                   |                           |
| 4.º                       | Movistar Team             | 339 pts                   |                           |
| 5.º                       | Lotto-Soudal              | 303 pts                   |                           |
| 6.º                       | Katusha                   | 293 pts                   |                           |
| 7.º                       | Giant-Alpecin             | 280 pts                   |                           |
| 8.º                       | BMC Racing Team           | 232 pts                   |                           |
| 9.º                       | Orica-GreenEDGE           | 220 pts                   |                           |
| 10.º                      | Trek-Segafredo            | 216 pts                   |                           |

### Otras clasificaciones
- Premio Azzurri d'Italia:  Michele Scarponi
- Premio della Fuga:  Daniel Oss
- Clasificación Juego Limpio "Praia a Mare":  LottoNL-Jumbo

## Evolución de las clasificaciones
| Etapa                   |                         | Ganador _           | Clasificación general | Puntos          | Montaña            | Jóvenes           | Fuga _             | Equipo _         |
| ----------------------- | ----------------------- | ------------------- | --------------------- | --------------- | ------------------ | ----------------- | ------------------ | ---------------- |
| 1.ª etapa               | contrarreloj individual | Tom Dumoulin        | Tom Dumoulin          | Tom Dumoulin    | no otorgado        | Tobias Ludvigsson | no otorgado        | Giant-Alpecin    |
| 2.ª etapa               | etapa llana             | Marcel Kittel       | Tom Dumoulin          | Marcel Kittel   | Omar Fraile        | Tobias Ludvigsson | Giacomo Berlato    | Giant-Alpecin    |
| 3.ª etapa               | etapa llana             | Marcel Kittel       | Marcel Kittel         | Marcel Kittel   | Maarten Tjallingii | Tobias Ludvigsson | Giacomo Berlato    | Giant-Alpecin    |
| 4.ª etapa               | etapa de media montaña  | Diego Ulissi        | Tom Dumoulin          | Marcel Kittel   | Damiano Cunego     | Bob Jungels       | Giacomo Berlato    | Astana           |
| 5.ª etapa               | etapa escarpada         | André Greipel       | Tom Dumoulin          | Marcel Kittel   | Damiano Cunego     | Bob Jungels       | Giacomo Berlato    | Astana           |
| 6.ª etapa               | etapa de media montaña  | Tim Wellens         | Tom Dumoulin          | Marcel Kittel   | Damiano Cunego     | Bob Jungels       | Giacomo Berlato    | Astana           |
| 7.ª etapa               | etapa llana             | André Greipel       | Tom Dumoulin          | André Greipel   | Tim Wellens        | Bob Jungels       | Giacomo Berlato    | Astana           |
| 8.ª etapa               | etapa de media montaña  | Gianluca Brambilla  | Gianluca Brambilla    | André Greipel   | Tim Wellens        | Bob Jungels       | Giacomo Berlato    | Etixx-Quick Step |
| 9.ª etapa               | contrarreloj individual | Primož Roglič       | Gianluca Brambilla    | André Greipel   | Tim Wellens        | Bob Jungels       | Giacomo Berlato    | Etixx-Quick Step |
| 10.ª etapa              | etapa de media montaña  | Giulio Ciccone      | Bob Jungels           | André Greipel   | Damiano Cunego     | Bob Jungels       | Giacomo Berlato    | Movistar Team    |
| 11.ª etapa              | etapa escarpada         | Diego Ulissi        | Bob Jungels           | André Greipel   | Damiano Cunego     | Bob Jungels       | Giacomo Berlato    | Movistar Team    |
| 12.ª etapa              | etapa llana             | André Greipel       | Bob Jungels           | André Greipel   | Damiano Cunego     | Bob Jungels       | Giacomo Berlato    | Movistar Team    |
| 13.ª etapa              | etapa de media montaña  | Mikel Nieve         | Andrey Amador         | Giacomo Nizzolo | Damiano Cunego     | Bob Jungels       | Giacomo Berlato    | Movistar Team    |
| 14.ª etapa              | etapa de montaña        | Esteban Chaves      | Steven Kruijswijk     | Giacomo Nizzolo | Damiano Cunego     | Bob Jungels       | Maarten Tjallingii | Astana           |
| 15.ª etapa              | cronoescalada           | Aleksandr Folíforov | Steven Kruijswijk     | Giacomo Nizzolo | Damiano Cunego     | Bob Jungels       | Maarten Tjallingii | Astana           |
| 16.ª etapa              | etapa de montaña        | Alejandro Valverde  | Steven Kruijswijk     | Giacomo Nizzolo | Damiano Cunego     | Bob Jungels       | Daniel Oss         | Astana           |
| 17.ª etapa              | etapa llana             | Roger Kluge         | Steven Kruijswijk     | Giacomo Nizzolo | Damiano Cunego     | Bob Jungels       | Daniel Oss         | Astana           |
| 18.ª etapa              | etapa de media montaña  | Matteo Trentin      | Steven Kruijswijk     | Giacomo Nizzolo | Damiano Cunego     | Bob Jungels       | Daniel Oss         | Astana           |
| 19.ª etapa              | etapa de montaña        | Vincenzo Nibali     | Esteban Chaves        | Giacomo Nizzolo | Damiano Cunego     | Bob Jungels       | Daniel Oss         | Astana           |
| 20.ª etapa              | etapa de montaña        | Rein Taaramäe       | Vincenzo Nibali       | Giacomo Nizzolo | Mikel Nieve        | Bob Jungels       | Daniel Oss         | Astana           |
| 21.ª etapa              | etapa llana             | Nikias Arndt        | Vincenzo Nibali       | Giacomo Nizzolo | Mikel Nieve        | Bob Jungels       | Daniel Oss         | Astana           |
| Clasificaciones finales | Clasificaciones finales |                     | Vincenzo Nibali       | Giacomo Nizzolo | Mikel Nieve        | Bob Jungels       | Daniel Oss         | Astana           |

## Lista de puertos puntuables
- En negrita, puertos de 1.ª categoría y Cima Coppi.

| Etapa | Puerto                      | Categoría | Altitud | Distancia | % medio | % máximo | 1.er corredor en pasar | Resultados de pasaje por el puerto |
| ----- | --------------------------- | --------- | ------- | --------- | ------- | -------- | ---------------------- | --- |
| 2.ª   | Berg En Dal                 | 4.ª       | 96 m    | 1,1 km    | 7,7 %   | 12 %     | Omar Fraile            | Ver lista1.º- Omar Fraile- 3 pts. 2.º- Maarten Tjallingii- 2 pts. 3.º- Giacomo Berlato- 1 pts. |
| 3.ª   | Posbank                     | 4.ª       | 88 m    | 2,2 km    | 3,12 %  | 12 %     | Maarten Tjallingii     | Ver lista1.º- Maarten Tjallingii- 3 pts. 2.º- Julen Amezqueta- 2 pts. 3.º- Giacomo Berlato- 1 pt. |
| 4.ª   | Bonifati                    | 3.ª       | 409 m   | 6,5 km    | 5,9 %   | 9 %      | Nicola Boem            | Ver lista1.º- Nicola Boem- 7 pts. 2.º- Joey Rosskopf- 4 pts. 3.º- Matej Mohorič- 2 pt. 4.º- Matthias Brändle- 1 pt. |
| 4.ª   | San Pietro                  | 3.ª       | 378 m   | 5,3 km    | 6,6 %   | 11 %     | Damiano Cunego         | Ver lista1.º- Damiano Cunego- 7 pts. 2.º- Stefano Pirazzi- 4 pts. 3.º- Georg Preidler- 2 pt. 4.º- Tom Dumoulin- 1 pt. |
| 5.ª   | Fortino                     | 3.ª       | 783 m   | 20 km     | 3,99 %  | 11 %     | Damiano Cunego         | Ver lista1.º- Damiano Cunego- 7 pts. 2.º- Julen Amezqueta- 4 pts. 3.º- Tim Wellens- 2 pt. 4.º- Alessandro Bisolti- 1 pt. |
| 6.ª   | Bocca Della Selva           | 2.ª       | 1393 m  | 17,9 km   | 4% %    | 10 %     | Alessandro Bisolti     | Ver lista1.º- Alessandro Bisolti- 15 pts. 2.º- Alexandr Kolobnev- 8 pts. 3.º- Eugert Zhupa- 6 pt. 4.º- Damiano Cunego- 4 pt. 5.º- Tim Wellens- 2 pt. 6.º- Stefano Pirazzi- 1 pt.                                                                |
| 6.ª   | Roccaraso (Aremogna)        | 2.ª       | 1572 m  | 18,8 km   | 5,1 %   | 12 %     | Tim Wellens            | Ver lista1.º- Tim Wellens- 15 pts. 2.º- Jakob Fuglsang- 8 pts. 3.º- Ilnur Zakarin- 6 pt. 4.º- Tom Dumoulin- 4 pt. 5.º- Kanstantsin Siutsou- 2 pt. 6.º- Domenico Pozzovivo- 1 pt.                                                                |
| 7.ª   | Le Svolte di Popoli         | 2.ª       | 746 m   | 9 km      | 5,5%    | 10 %     | Stefan Küng            | Ver lista1.º- Stefan Küng- 15 pts. 2.º- Jay McCarthy- 8 pts. 3.º- Patrick Gretsch- 6 pt. 4.º- Tim Wellens- 4 pt. 5.º- Damiano Cunego- 2 pt. 6.º- Giovanni Visconti- 1 pt.                                                                       |
| 7.ª   | Vallico della Somma         | 4.ª       | 646 m   | 6,7 km    | 4,9 %   | 8 %      | Daniel Martínez        | Ver lista1.º- Daniel Martínez- 3 pts. 2.º- Giulio Ciccone- 2 pts. 3.º- Axel Domont- 1 pt. |
| 8.ª   | Scheggia                    | 3.ª       | 576 m   | 6 km      | 3,9 %   | 10 %     | Sean De Bie            | Ver lista1.º- Sean De Bie- 7 pts. 2.º- Giacomo Berlato- 4 pts. 3.º- Jasha Sütterlin- 2 pt. 4.º- Gianluca Brambilla- 1 pt. |
| 8.ª   | Alpe di Poti                | 2.ª       | 827 m   | 8,6 km    | 6,5 %   | 14 %     | Gianluca Brambilla     | Ver lista1.º- Gianluca Brambilla- 15 pts. 2.º- Matteo Montaguti- 8 pts. 3.º- José Joaquín Rojas- 6 pt. 4.º- Alessandro De Marchi- 4 pts. 5.º- Jacobus Venter- 2 pts. 6.º- Esteban Chaves- 1 pt.                                                 |
| 10.ª  | Passo della Collina         | 3.ª       | 777 m   | 12,7 km   | 5,3 %   | 8 %      | Giovanni Visconti      | Ver lista1.º- Giovanni Visconti- 7 pts. 2.º- Tim Wellens- 4 pts. 3.º- Ivan Rovny- 2 pt. 4.º- Simone Andreetta- 1 pt. |
| 10.ª  | Pietracolora                | 3.ª       | 805 m   | 8,7 km    | 6,1 %   | 11 %     | Giovanni Visconti      | Ver lista1.º- Giovanni Visconti- 7 pts. 2.º- Nicola Boem- 4 pts. 3.º- Przemysław Niemiec- 2 pt. 4.º- Damiano Cunego- 1 pts. |
| 10.ª  | Pian del Falco              | 1.ª       | 1352 m  | 16,3 km   | 5,2 %   | 13 %     | Damiano Cunego         | Ver lista1.º- Damiano Cunego- 35 pts. 2.º- Giulio Ciccone- 18 pts. 3.º- Stefano Pirazzi- 12 pt. 4.º- Ivan Rovny- 9 pts. 5.º- Nathan Brown- 6 pts. 6.º- Darwin Atapuma- 4 pt. 7.º- Giovanni Visconti- 2 pts. 8.º- Georg Preidler- 1 pt.          |
| 10.ª  | Sestola                     | 3.ª       | 998 m   | 7,4 km    | 5,0 %   | 8 %      | Giulio Ciccone         | Ver lista1.º- Giulio Ciccone- 7 pts. 2.º- Ivan Rovny- 4 pts. 3.º- Darwin Atapuma- 2 pt. 4.º- Nathan Brown- 1 pts. |
| 11.ª  | Forcella Mostaccin          | 4.ª       | 374 m   | 2,9 km    | 7,8 %   | 16 %     | Steven Kruijswijk      | Ver lista1.º- Steven Kruijswijk- 3 pts. 2.º- Alejandro Valverde- 2 pts. 3.º- Esteban Chaves- 1 pts. |
| 13.ª  | Montemaggiore (Matajur)     | 1.ª       | 985 m   | 8,3 km    | 9,3 %   | 15 %     | Stefan Denifl          | Ver lista1.º- Stefan Denifl- 35 pts. 2.º- Damiano Cunego- 18 pts. 3.º- Giovanni Visconti- 12 pt. 4.º- Alessandro De Marchi- 9 pt. 5.º- Simon Clarke- 6 pts. 6.º- Matej Mohorič- 4 pts. 7.º- Matteo Montaguti- 2 pt. 8.º- Moreno Moser- 1 pts.   |
| 13.ª  | Crai                        | 2.ª       | 813 m   | 8,8 km    | 6,4 %   | 16 %     | Stefan Denifl          | Ver lista1.º- Stefan Denifl- 15 pts. 2.º- Damiano Cunego- 8 pts. 3.º- Giovanni Visconti- 6 pt. 4.º- Enrico Battaglin- 4 pts. 5.º- Matej Mohorič- 2 pt. 6.º- Diego Ulissi- 1 pts.                                                                |
| 13.ª  | Cima Porzus                 | 1.ª       | 910 m   | 8,8 km    | 8,2 %   | 16 %     | Mikel Nieve            | Ver lista1.º- Mikel Nieve- 35 pts. 2.º- Giovanni Visconti- 18 pts. 3.º- Joe Dombrowski- 12 pt. 4.º- Damiano Cunego- 9 pts. 5.º- Alexander Foliforov- 6 pts. 6.º- Matteo Montaguti- 4 pt. 7.º- Stefan Denifl- 2 pts. 8.º- Sebastián Henao- 1 pt. |
| 13.ª  | Valle                       | 2.ª       | 682 m   | 6,2 km    | 7,8 %   | 13 %     | Mikel Nieve            | Ver lista1.º- Mikel Nieve- 15 pts. 2.º- Giovanni Visconti- 8 pts. 3.º- Matteo Montaguti- 6 pt. 4.º- Joe Dombrowski- 4 pts. 5.º- Stefan Denifl- 2 pts. 6.º- Jakob Fuglsang- 1 pt.                                                                |
| 14.ª  | Passo Pordoi                | 1.ª       | 2239 m  | 9,2 km    | 6,9 %   | 10,5 %   | Damiano Cunego         | Ver lista1.º- - 15 pts. 2.º- - 8 pts. 3.º- - 6 pt. 4.º- - 4 pts. 5.º- - 2 pts. 6.º- - 1 pt. |
| 14.ª  | Paso di Sella/Sellajoch     | 2.ª       | 2244 m  | 5,5 km    | 7,9 %   | 12,1 %   | David López            | Ver lista1.º- - 15 pts. 2.º- - 8 pts. 3.º- - 6 pt. 4.º- - 4 pts. 5.º- - 2 pts. 6.º- - 1 pt. |
| 14.ª  | Paso di Gardena/Grodnerjoch | 3.ª       | 2121 m  | 5,7 km    | 4,5 %   | 9 %      | Rubén Plaza            | Ver lista1.º- - 15 pts. 2.º- - 8 pts. 3.º- - 6 pt. 4.º- - 4 pts. 5.º- - 2 pts. 6.º- - 1 pt. |
| 14.ª  | Passo di Campologno         | 2.ª       | 1875 m  | 6 km      | 5,9 %   | 13 %     | Rubén Plaza            | Ver lista1.º- - 15 pts. 2.º- - 8 pts. 3.º- - 6 pt. 4.º- - 4 pts. 5.º- - 2 pts. 6.º- - 1 pt. |
| 14.ª  | Passo di Giau               | 1.ª       | 2236 m  | 9,8 km    | 9,4 %   | 14,2 %   | Darwin Atapuma         | Ver lista1.º- '- 35 pts. 2.º- - 18 pts. 3.º- - 12 pt. 4.º- - 9 pts. 5.º- - 6 pts. 6.º- - 4 pt. 7.º- - 2 pts. 8.º- - 1 pt. |
| 14.ª  | Passo di Valparola          | 2.ª       | 2200 m  | 11,5 km   | 5,8 %   | 14 %     | Darwin Atapuma         | Ver lista1.º- - 15 pts. 2.º- - 8 pts. 3.º- - 6 pt. 4.º- - 4 pts. 5.º- - 2 pts. 6.º- - 1 pt. |

## UCI World Tour
El Giro de Italia 2016 otorga puntos para el UCI WorldTour 2016, para corredores de equipos en las categorías UCI ProTeam, Profesional Continental y Equipos Continentales. Las siguientes tablas son el baremo de puntuación y los ciclistas que obtuvieron puntos:
| Posición              | 1.º | 2.º | 3.º | 4.º | 5.º | 6.º | 7.º | 8.º | 9.º | 10.º | 11.º | 12.º | 13.º | 14.º | 15.º | 16.º | 17.º | 18.º | 19.º | 20.º |
| Clasificación general | 170 | 130 | 100 | 90  | 80  | 70  | 60  | 52  | 44  | 38   | 32   | 26   | 22   | 18   | 14   | 10   | 8    | 6    | 4    | 2    |
| Por etapa             | 16  | 8   | 4   | 2   | 1   |     |     |     |     |      |      |      |      |      |      |      |      |      |      |      |

| Clasificación | Clasificación      | Clasificación    | Clasificación | Clasificación | Clasificación | Clasificación |
| Posición      | Ciclista           | Equipo           | General       | Etapa         | Total         |               |
| ------------- | ------------------ | ---------------- | ------------- | ------------- | ------------- | ------------- |
| 1.º           | Vincenzo Nibali    | Astana           | 170           | 21            | 191           |               |
| 2.º           | Esteban Chaves     | Orica GreenEDGE  | 130           | 20            | 150           |               |
| 3.º           | Alejandro Valverde | Movistar         | 100           | 24            | 124           |               |
| 4.º           | Steven Kruijswijk  | LottoNL-Jumbo    | 90            | 28            | 118           |               |
| 5.º           | Rafał Majka        | Tinkoff          | 80            | 2             | 82            |               |
| 6.º           | Bob Jungels        | Etixx-Quick Step | 70            | 7             | 77            |               |
| 7.º           | Andrey Amador      | Movistar         | 52            | 12            | 64            |               |
| 8.º           | Rigoberto Urán     | Cannondale       | 60            | 0             | 60            |               |
| 9.º           | Darwin Atapuma     | BMC              | 44            | 14            | 58            |               |
| 10.º          | André Greipel      | Lotto Soudal     | 0             | 50            | 50            |               |

Además, también otorgó puntos para el UCI World Ranking (clasificación global de todas las carreras internacionales).
| Posición              | 1º  | 2º  | 3º  | 4º  | 5º  | 6º  | 7º  | 8º  | 9º  | 10º |
| Clasificación general | 850 | 680 | 575 | 460 | 380 | 320 | 260 | 220 | 180 | 140 |
| Por etapa             | 100 | 40  | 20  | 12  | 4   |     |     |     |     |     |
| Líder                 | 20  |     |     |     |     |     |     |     |     |     |

| Clasificación | Clasificación      | Clasificación    | Clasificación | Clasificación | Clasificación | Clasificación |
| Posición      | Ciclista           | Equipo           | General       | Etapa         | Líder         | Total         |
| ------------- | ------------------ | ---------------- | ------------- | ------------- | ------------- | ------------- |
| 1.º           | Vincenzo Nibali    | Astana           | 850           | 124           | 40            | 1014          |
| 2.º           | Esteban Chaves     | Orica GreenEDGE  | 680           | 120           | 20            | 820           |
| 3.º           | Alejandro Valverde | Movistar         | 575           | 144           | -             | 719           |
| 4.º           | Steven Kruijswijk  | LottoNL-Jumbo    | 460           | 140           | 100           | 700           |
| 5.º           | Bob Jungels        | Etixx-Quick Step | 320           | 36            | 60            | 416           |
| 6.º           | Rafał Majka        | Tinkoff          | 380           | 8             | -             | 388           |
| 7.º           | Andrey Amador      | Movistar         | 220           | 60            | 20            | 300           |
| 8.º           | Tom Dumoulin       | Giant-Alpecin    | -             | 152           | 120           | 272           |
| 9.º           | Rigoberto Urán     | Cannondale       | 260           | -             | -             | 260           |
| 10.º          | Darwin Atapuma     | BMC              | 180           | 72            | -             | 252           |